# Dimme Treurniet
Dimme Treurniet (3 juli 1969) is een Nederlands acteur.
Treurniet speelde bij tal van gezelschappen, in de seizoenen 2005/2006 en 2006/2007 vooral bij het Zuidelijk Toneel in regies van Olivier Provily. Hij had rollen in diverse telefilms en tv-series, zoals Vrouwenvleugel, waarin in hij de rol van Toon vertolkte. Ook was hij te zien in Flikken Maastricht als het broertje van Eva van Dongen en in 2010 speelde hij Hans Siegertsma in de kinderserie VRijland.

## Filmografie

### Televisie
- 2025 - De Vuurwerkramp - Karel Richters
- 2024 - Medisch Centrum West - Thomas
- 2022 - Rampvlucht - Henk Ter Braake
- 2021 - Flikken Rotterdam - Fred (Eigenaar transportbedrijf)
- 2021 - The Spectacular - Peter den Hartog
- 2020 - Papadag - Deurwaarder
- 2020 - Sinterklaasjournaal - Boer
- 2017 - Penoza V - Frits
- 2017 - Moordvrouw - John Spijker
- 2015 - Penoza IV - Frits
- 2014 - Het verborgen eiland - Bits
- 2014 - 2016 Celblok H - Rob Berends
- 2014 - Sinterklaasjournaal - Thijmen Laurier, kruidenier
- 2014 - Johan - Rinus Michels
- 2014 - Jeuk - Als zichzelf
- 2013 - Overspel - De dokter
- 2012 - Moordvrouw - Willem
- 2011 - Van God Los - Politieagent
- 2011 - Feuten - Henk (bodyguard prins)
- 2010 - VRijland - Hans Siegertsma
- 2010 - Verborgen gebreken - John van Steen
- 2009 - De co-assistent - Antoon Colenbrander
- 2007-2008, 2023-2024 Flikken Maastricht - Maurice van Dongen
- 2008 - Roes - Vader Rosanne
- 2007 - Shouf Shouf Habibi! - Kees Tromp
- 2007 - Spoorloos verdwenen - ´´de verdwenen Pool´´ - Cees Ruyter
- 2006 - Gooische Vrouwen - Revalidatie instructeur
- 2006 - Juliana - Ingenieur
- 2005 - Parels & Zwijnen - Franky Jacobs
- 2005 - Costa! - Jochem
- 2005 - De band - Rol onbekend
- 2004 - Requiem für eine Freundin - Vader Diana
- 2004 - Drijfzand (film) - Frist Sr.
- 2004 - Bergen Binnen - Detlev
- 2003 - Sloophamer - Henk
- 2000 - Ernstige Delicten - Cafébezoeker
- 1999-2001 - All Stars (televisieserie) - Poldervogel
- 2001 - Ochtendzwemmers - Rechercheur
- 2001 - Dok 12 - Casper Groothuizen
- 2001 - De zone - Conrad
- 2000 - Wildschut & De Vries - Bouwvakker
- 1998 - Zebra - Ad
- 1998 - Novellen: Tussen de bomen - Rol onbekend
- 1997 - Baantjer - Otto Springer
- 1997 - All Stars - Kleine Sjaak
- 1997 - Vrouwenvleugel - Toon

### Film
- 2024 - Tegendraads - Boerrigter
- 2022 - Zee van tijd - Roodharige marktkoopman
- 2013 - Bobby en de geestenjagers - Erik Masters
- 2009 - Storm - Politieman
- 2008 - Bloedbroeders - Vader bakker
- 2007 - Lege plekken - Piet Gerrits
- 2007 - Wie helpt mij nu nog? - Piet Gerrits
- 2006 - Nachtrit - Taxichauffeur Motax
- 2004 - Floris - Grote Piraat
- 2004 - De dominee - Hitman Klaas
- 2002 - Bella Bettien - Frits
- 2001 - De Grot - Bobby
- 2000 - Babs - Inspecteur
- 2000 - De omweg - Willem
- 1999 - The Delivery - Rol onbekend
- 1999 - Quidam, Quidam - Rol onbekend
- 1998 - fl 19,99 - Lijfwacht
- 1998 - De trip van Teetje - Ger

## Theater
- 2005 - Floris V (muziektheater) - Gerard van Velsen[1]